# Il comandante Florent
Il comandante Florent (Une femme d'honneur) è una serie televisiva francese di genere poliziesco.
In Italia gli episodi della serie sono stati trasmessi con una certa regolarità su Rete 4, e poi in replica su LA7 e su LA7D.

## Trama
La serie ha narrato le vicissitudini di una brigata di gendarmi, capitanati da una donna, Isabelle Florent. Si è svolta in tre dipartimenti: Yonne (1996-2000), Vaucluse (2001-2002), Alpes-Maritimes (2003-2008).

## Episodi
Nel quarto episodio della quarta stagione, Traffico di clandestini, Isabelle Florent ottiene il grado di tenente.
Alla fine del trentasettesimo episodio L'angelo nero, trasmesso in Italia il 20 aprile 2008, Isabelle Florent muore: il suo cuore si ferma quando viene trasportata all'ospedale dopo essere stata gravemente ferita in una sparatoria. La serie si chiude definitivamente con questo episodio, dopo che Corinne Touzet ha annunciato nel maggio 2007 la sua intenzione di lasciare la serie.